# Шваб, Штефан
Штефан Шваб (нем. Stefan Schwab; род. 27 сентября 1990[…], Зальфельден-ам-Штайнернен-Мер, Зальцбург) — австрийский футболист, полузащитник греческого клуба ПАОК и сборной Австрии.

## Клубная карьера

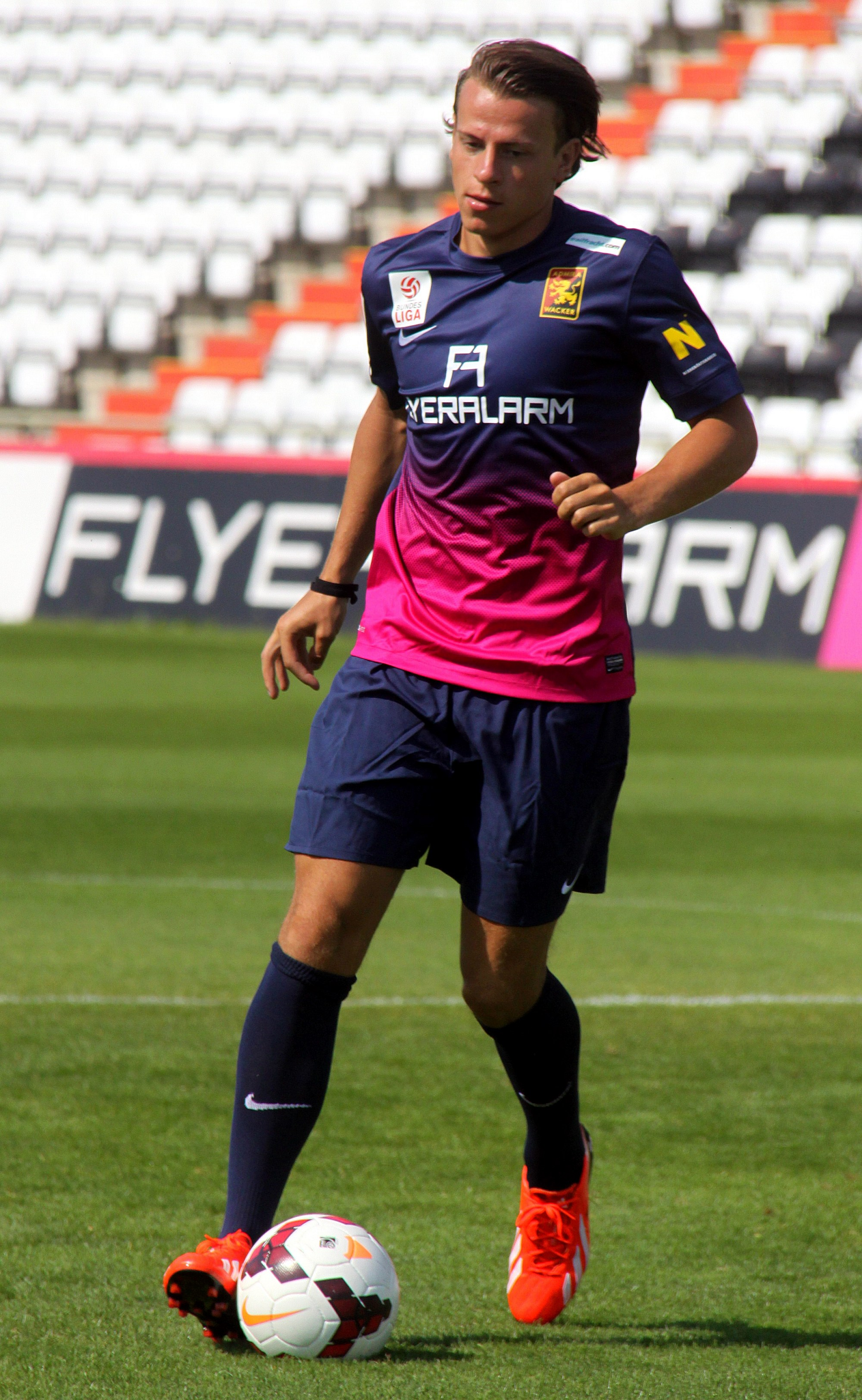
Шваб в составе «Адмира Ваккер Мёдлинг»

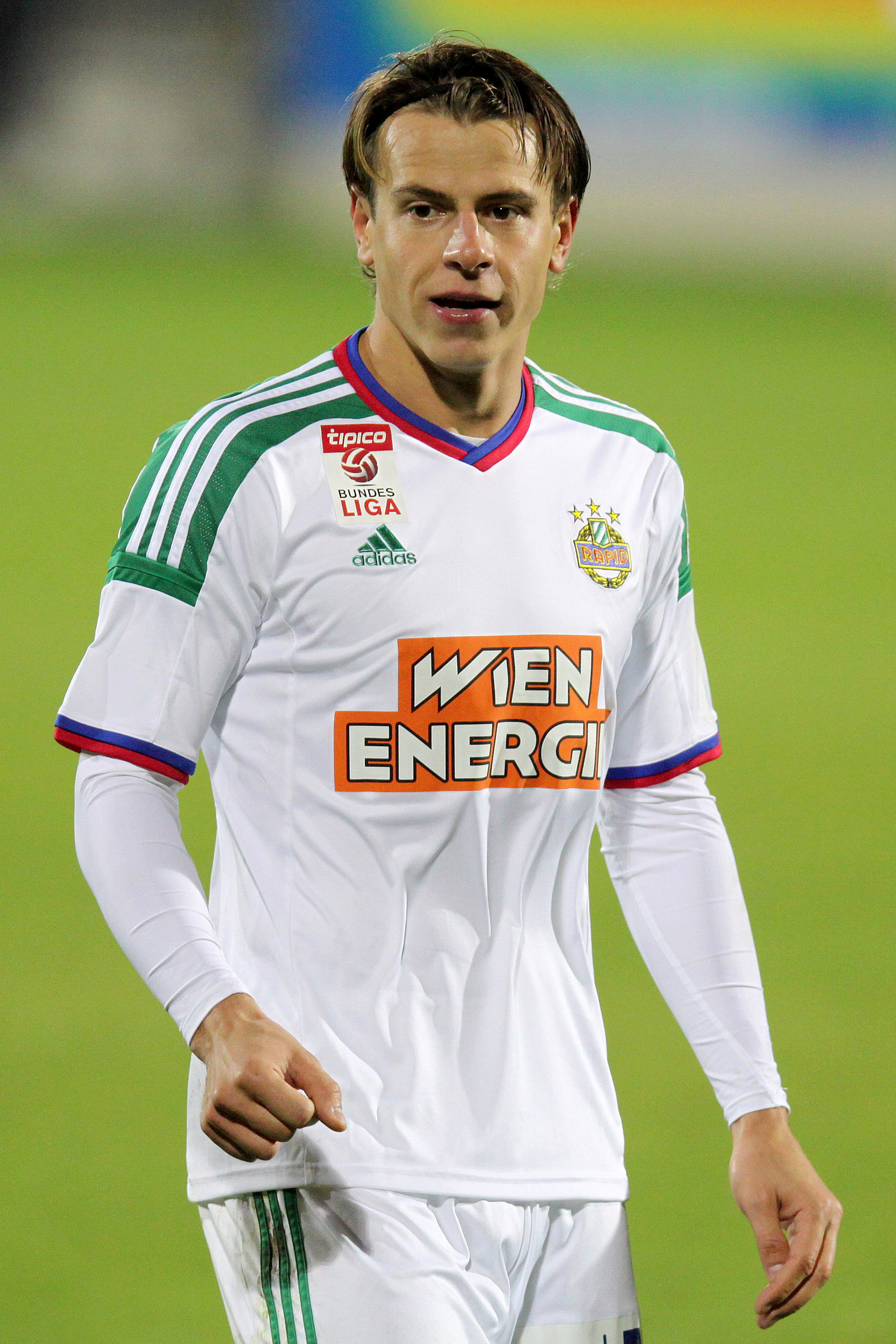
Шваб в составе венского «Рапида»

Шваб — воспитанник клуба «Ред Булл Зальцбург». Из-за высокой конкуренции он не смог пробиться в основу и в 2009 году начал выступать за дубль. Летом 2010 года Штефан на правах аренды перешёл в «Лустенау 07». 13 июля в матче против «Фёрст» он дебютировал Первой лиге Австрии. 30 июля в поединке против «Хартберга» Шваб забил свой первый гол за «Лустенау».
В 2011 году Штефан на правах аренды перешёл в «Адмира Ваккер Мёдлинг». 25 февраля в матче против «Граткорна» он дебютировал за новый клуб. В этом же поединке Шваб забил свой первый гол за «Адмиру Ваккер». По итогам сезона он помог клубу выйти в элиту, а его трансфер был выкуплен. 16 июля в матче против венского «Рапида» Штефан дебютировал в австрийской Бундеслиге.
Летом 2014 года Шваб перешёл в столичный «Рапид». 19 июля в матче против своей родной команды «Ред Булл Зальцбург» он дебютировал за новый клуб. 24 августа в матче против столичной «Аустрии» Штефан забил свой первый гол за «Рапид». 17 сентября 2015 года в матче Лиги Европы против испанского «Вильярреала» он забил гол.
15 сентября 2016 года в поединке Лиги Европы против бельгийского «Генка» Шваб забил гол.

## Международная карьера
14 ноября 2017 года в товарищеском матче против сборной Уругвая Шваб дебютировал за сборную Австрии, заменив во втором тайме Марселя Забитцера.